# Siccia adiaphora
Siccia adiaphora är en fjärilsart som beskrevs av Sergius G. Kiriakoff 1958. Siccia adiaphora ingår i släktet Siccia och familjen björnspinnare. Inga underarter finns listade i Catalogue of Life.